# 7901 Konnai
7901 Konnai este un asteroid din centura principală de asteroizi.

## Descriere
7901 Konnai este un asteroid din centura principală de asteroizi. A fost descoperit pe 19 februarie 1996 la Ōizumi de Takao Kobayashi. El prezintă o orbită caracterizată de o semiaxă mare de 2,58 ua, o excentricitate de 0,12 și o înclinație de 1,3° în raport cu ecliptica.